# Duomyia lonchaeina
Duomyia lonchaeina är en tvåvingeart som beskrevs av Mcalpine 1973. Duomyia lonchaeina ingår i släktet Duomyia och familjen bredmunsflugor. Inga underarter finns listade i Catalogue of Life.